# Melopyrrha taylori
El semillero de Gran Caimán (Melopyrrha taylori) es una especie de ave paseriforme de la familia Thraupidae, perteneciente al género Melopyrrha, anteriormente tratada como una subespecie de Melopyrrha nigra. Es endémica de las Islas Caimán en las Antillas Mayores.

## Distribución y hábitat
Se encuentra únicamente en la isla de Gran Caimán. Vive comúnmente en bosques, manglares y matorrales de tierras bajas a mediana altitud, hasta los 900 m.

## Estado de conservación
El semillero de Gran Caimán ha sido calificado como casi amenazado por la Unión Internacional para la Conservación de la Naturaleza (IUCN) a pesar de ser común, debido a que su población, que habita en una pequeña y restringida área, estimada entre 10 000 y 20 000 individuos maduros, puede estar en decadencia como resultado de la invasión de mamíferos invasores,  y la fragmentación de su hábitat.

## Sistemática

### Descripción original
La especie M. taylori fue descrita por primera vez por el ornitólogo alemán Ernst Hartert en 1896 bajo el mismo nombre científico; su localidad tipo es: «Gran Caimán».

### Etimología
El nombre genérico femenino Melopyrrha es una combinación de la palabra griega «melas» que significa ‘negro’; y del género Pyrrhula, los camachuelos del Viejo Mundo; y el nombre de la especie «taylori» conmemora al colector en Jamaica e islas Caimán, C. B. Taylor (fl. 1896).

### Taxonomía
La presente especie es tradicionalmente tratada como la subespecie M. nigra taylori del semillero negrito Melopyrrha nigra,  pero las clasificaciones Aves del Mundo (HBW) y Birdlife International (BLI), y más recientemente el Congreso Ornitológico Internacional (IOC) y Clements cheklist/eBird, la consideran una especie separada, con base en diferencias morfológicas y de vocalización presentadas por Garrido et al. (2014); las principales diferencias destacadas son su tamaño mayor; exhiben mucho menos brillo metálico verde azulado; el plumaje de las hembras que es de un gris oliva más pálido y los juveniles son pardo cenicientos sin el blanco en las alas y el pico pálido y no negro. Es monotípica.